# Ряст щільний
Ряст щільний, ряст ущільнений, ряст бульбистий, ряст Галлера (Corydalis solida) — багаторічна рослина декоративна рослина з родини руткових (Fumariaceae).

## Опис

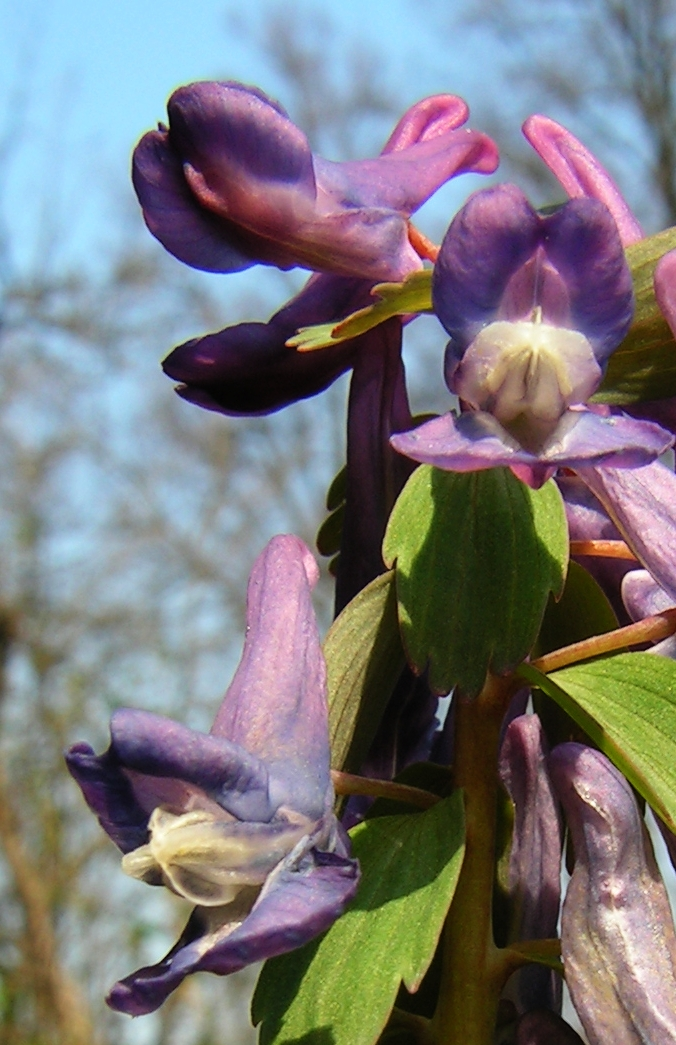
Квітки рясту бульбистого

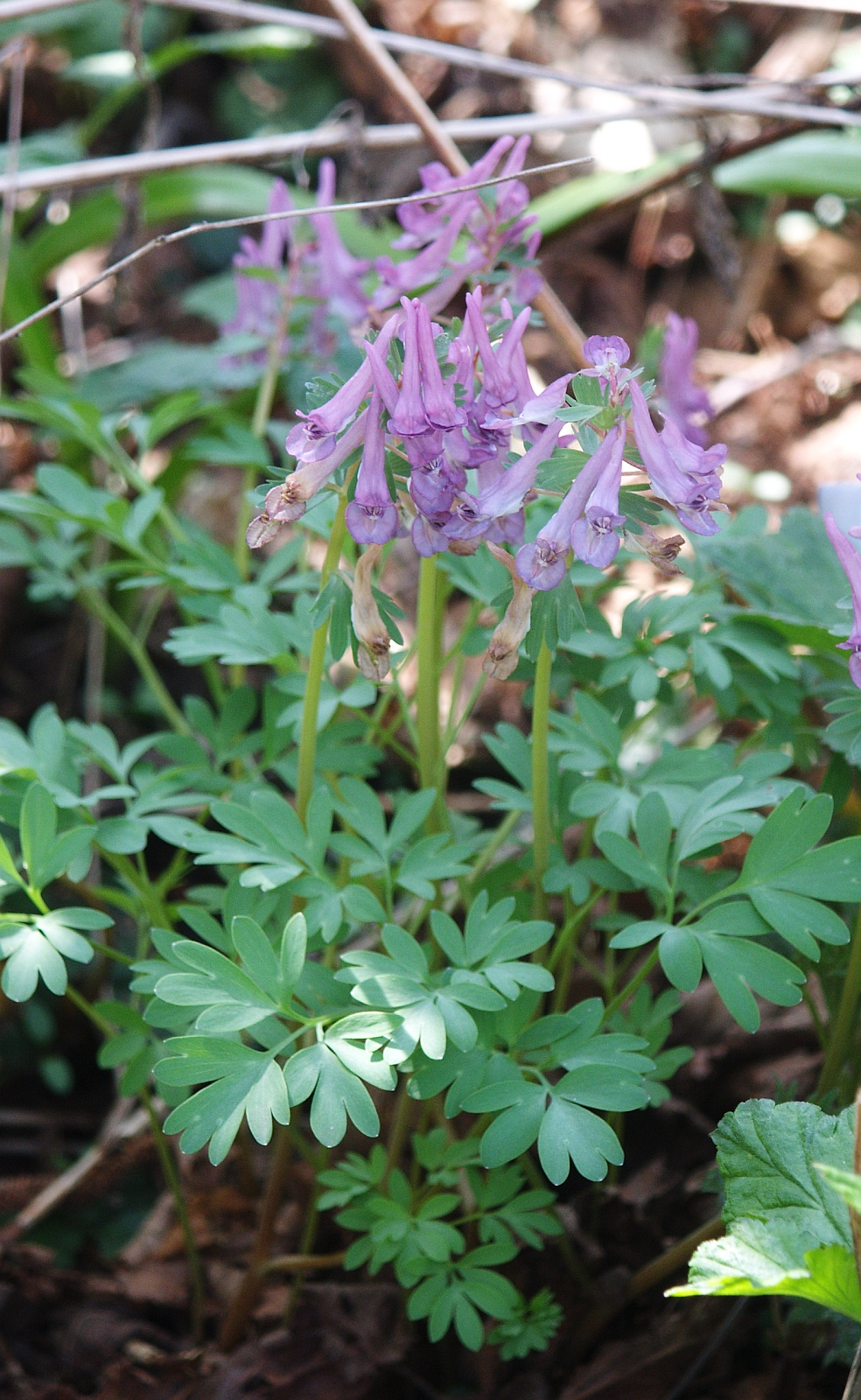
Ряст бульбистий

Невелика (10-30 см заввишки), ефемероїдна рослина з підземною бульбою при основі стебла. Бульба спочатку щільна, майже яйцеподібна, пізніше порожниста і набуває форми широкого конуса, з верхівки якого виходить стебло з двома черговими черешковими двічі трійчастими листками.
Частки листка глибоко дво-, трироздільні або надрізані, довгасті, при основі клиноподібні.
Квітки неправильні, брудно-пурпурові, лілові, червонуваті або білі з цілісними приквітками. Квітки зібрані у верхівкові китицеподібні суцвіття. Оцвітина подвійна. Чашолистків два, вони дрібні і рано опадають. Віночок роздільнопелюстковий, з чотирма попарно супротивними пелюстками, верхня пелюстка зі шпоркою. Тичинок дві, маточка одна, з одним нитчастим стовпчиком і головчастою приймочкою. Зав'язь верхня.
Плід — стручкоподібна двостулкова коробочка, плодоніжки втричі коротші за плід.

## Життєвий цикл
Розвиток рослини починається ще восени. Саме в цей час на бульбі закладається брунька. З неї за зиму виростає довгий росток, який навесні швидко з'являється на поверхні ґрунту. Зверху він прикритий щільною напівпрозорою плівкою-футляром, яка захищає його від механічного пошкодження. Як тільки росток з'являється над землею, футляр розривається поздовжньою щілиною, вивільняючи зігнуте, недорозвинене стебло з листками і суцвіттям. Стебло швидко, протягом кількох днів, розправляється, розгортає листки і зацвітає бузковими квітками. Цвіте у березні — квітні. Насіння, що має поживний принасінник, розтягують по всьому лісу мурашки. Рослина, яка виросте з насінини, зацвіте тільки на четвертий-п'ятий рік життя.

## Екологія
Росте в світлих листяних лісах і по чагарниках. Знайдено в урбанізованих екотопах (парки, напівприродні ділянки). Рослина тіньовитривала.

## Поширення
- Африка
  - Північна Африка: Алжир
- Азія
  - Західна Азія: Туреччина (можливо тільки в європейській частині)
  - Сибір: Росія — Красноярський край, Тува
- Європа
  - Північна Європа: Фінляндія, Швеція
  - Середня Європа: Австрія, Бельгія, Чехословаччина, Німеччина, Угорщина, Нідерланди, Польща
  - Східна Європа: Білорусь, Естонія, Латвія, Литва, Російська Федерація — європейська частина, Україна
  - Південно-Східна Європа: Албанія, Болгарія, країни колишньої Югославії, Греція, Італія (включно із Сицилією), Румунія
  - Південно-Західна Європа: Франція (включно з Корсикою), Іспанія

### Поширення в Україні
Поширений на Поліссі, у Лісостепу і степу. Дуже рідко трапляється на крайньому півдні в приморських степових районах.

## Практичне використання
Декоративна, медоносна та лікарська рослина.
Ряст бульбистий — гарна ранньовесняна декоративна рослина. Рекомендований для родючих ґрунтів під світлими листяними насадженнями у скверах, парках і лісопарках, для напівзатемнених клумб, бордюрів.
Ряст легко вирощується з насіння. При сівбі свіжозібраним насінням він зацвітає на другий-третій рік життя. Слід тільки стежити за достиганням насіння, бо плодики рясту швидко розтріскуються і насіння з них висипається. Висівають його у легкий перегнійний ґрунт.
Рясти — посередні ранньовесняні медоноси.
У бульбах рясту бульбистого міститься близько 12 різних алкалоїдів, серед них найотруйніші бульбокапнін, а також корітуберин, корікаванін, корідин тощо. Бульбокапнін має снодійні властивості й рекомендується для загальної анестезії, причому вказується, що ін'єкції бульбокапніну замінюють морфін і скополамін. Застосовують бульби також як заспокійливий і глистогінний засіб, але останнім часом дуже рідко.

## Збирання, переробка та зберігання
Заготовляють у районах поширення.
Збирають порожнисті бульби навесні, викопуючи їх лопатами. Сушать у затінку, зберігають у коробках, вистелених папером. Як отруйну рослину її зберігають окремо. У зв'язку з масовою заготівлею на букети рясти потребують охорони.